# Anna Mikusheva
Anna Mikusheva (Анна Евгеньевна Микушева;  29 de abril de 1976) es profesora de Economía en Instituto de Tecnología de Massachusetts. En 2012, recibió el Premio de Investigación Elaine Bennett.
Mikusheva obtuvo la Licenciatura en Matemáticas en la Universidad Estatal de Moscú en 1998 y un Doctorado en teoría de probabilidad en 2001. En 2007, obtuvo un Doctorado en Economía en la Universidad de Harvard, con especialización en series de tiempo  y se unió la facultad de economía del Instituto de Tecnología de Massachusetts .
Su investigación se enfoca en la estimación de modelos macroeconómicos, así como en su confiabilidad.

## Publicaciones seleccionadas
- Mikusheva, Anna (2007). «Uniform inference in autoregressive models». Econometrica 75 (5): 1411-1452. doi:10.1111/j.1468-0262.2007.00798.x.
- Mikusheva, Anna; Poi, Brian P. (2006). «Tests and confidence sets with correct size when instruments are potentially weak». Stata Journal 6 (3): 335-347. doi:10.1177/1536867x0600600303.
- Mikusheva, Anna (2010). «Robust confidence sets in the presence of weak instruments». Journal of Econometrics 157 (2): 236-247. doi:10.1016/j.jeconom.2009.12.003.
- Mikusheva, Anna (2007). «=Uniform inference in autoregressive models». Econometrica 75 (5): 1411-1452. doi:10.1111/j.1468-0262.2007.00798.x.
- Mikusheva, Anna; Poi, Brian P. (2006). «=Tests and confidence sets with correct size when instruments are potentially weak». Stata Journal 6 (3): 335-347. doi:10.1177/1536867x0600600303.
- Mikusheva, Anna (2010). «=Robust confidence sets in the presence of weak instruments». Journal of Econometrics 157 (2): 236-247. doi:10.1016/j.jeconom.2009.12.003.